# Rugby a 15 nel 1986

## Eventi principali
- Nel 1986 si festeggiano i cent'anni dell'International Rugby Board
- Controverso tour dei New Zealand Cavaliers in Sudafrica
- Tour della nazionale italiana in Australia con uno storico "test-match". In precedenza, all'Olimpico, grande pareggio (15-15) contro una selezione inglese, davanti a 50.000 spettatori (record per il rugby in Italia, battuto solo nel 2009).
- L'Australia riconquista la Bledisloe Cup
- Si annuncia l'organizzazione della prima Coppa del Mondo di rugby per il 1987: la partecipazione sarà ad inviti.

## Attività internazionale

### Match celebrativi
Si disputano ad aprile due incontri per festeggiare il centenario dell'International Rugby Board:
| Cardiff 16 aprile 1986 | Lions XV | 7 – 15 | The Rest | (National Stadium) |

| Londra 19 aprile 1986 | Five Nations XV | 13 – 32 | Overseas XV | (Twickenham) |

### New Zealand Cavaliers
| Arbitro: | Ken Rowlands |

|               |      |         |
| CJ du Plessis | mt   | tecnica |
| Botha         | tr   | Fox     |
| Botha (3)     | c.p. | Fox (3) |
| Botha (2)     | drop |         |

| Arbitro: | Ken Rowlands |

|           |      |                |
| Reinach   | mt   | Mexted, Taylor |
| Botha     | tr   | Fox (1)        |
| Botha (3) | c.p. | Fox (3)        |

| Arbitro: | Ken Rowlands |

|                                 |      |         |
| Botha, Gerber, Reinach, Schmidt | mt   | Crowley |
| Botha (4)                       | tr   | Fox     |
| Botha (3)                       | c.p. | Fox 3   |
|                                 | drop | Fox     |

| Arbitro: | Ken Rowlands |

|               |      |           |
| Wright        | mt   | A. Donald |
| Botha         | tr   |           |
| Botha (5)     | c.p. | Deans (2) |
| MJ du Plessis | drop |           |

- Llanelli RFC alle Isole Figi: una selezione del club gallese visita le isole polinesiane in un tour preparatorio per la stagione successiva.

### Tour di fine anno
Nel rugby a 15 è tradizione che a fine anno (ottobre-dicembre) si disputino una serie di incontri internazionali che gli europei chiamano "Autumn International" e gli appassionati dell'emisfero sud "Springtime tour". In particolare le nazionali dell'emisfero Sud, a fine della loro stagione, si recano in tour in Europa.
- La selezione di Auckland si reca alle Isole Fiji per due test con Fiji Emerging e la nazionale maggiore figiana, Due vittorie (41-3) e (15-10) il bilancio di quest tour di fine stagione per la squadra neozelandese.

### Altri test
- Full International

| 2 aprile 1986 | Cecoslovacchia | 25 – 0 | Polonia | 0 |

| Losanna 6 aprile 1986 | Svizzera | 10 – 28 | Paesi Bassi |  |

| Aalborg 4 ottobre 1986 | Danimarca | 12 – 11 | Svezia |  |

| Bangkok 17 novembre 1986 | Thailandia | 12 – 12 | Singapore |  |

| 1986 | Bulgaria | 16 – 0 | Germania Est |  |

| 1986 | Polonia | 15 – 6 | Germania Est |  |

| Antananarivo 1986 | Madagascar | 21 – 19 | La Riunione |  |

### Altri Match
| Piacenza 15 febbraio 1986 | Italia XV | 21 – 3 | Paesi Bassi |  |

| Suva 15 marzo 1986 | Figi XV | 13 – 16 | Fiji Barbarians |  |

| Vise 28 marzo 1986 | Belgio | 9 – 28 | British Army on the Rhine |  |

| Suva 19 aprile 1986 | Figi XV | 4 – 12 | Queensland |  |

| Suva 10 maggio 1986 | Figi XV | 13 – 20 | Canterbury |  |

| Malmö 1º novembre 1986 | Svezia | 3 – 14 | Galles (Distretti) |  |

| Bruxelles 11 dicembre 1986 | Belgio | 12 – 30 | Fiji Barbarians |  |

### I Barbarians
Nel 1986, la selezione dei Barbarians, ha disputato i seguenti match:
| Northampton 5 marzo 1986 | East Midlands | 6 – 35 | Barbarians |  |

| Newport 7 ottobre 1986 | Newport RFC | 17 – 50 | Barbarians | Rodney Parade |

| Leicester 27 dicembre 1986 | Leicester Tigers | 18 – 22 | Barbarians | Welford Road |

## La Nazionale Italiana
Affidata alle cure di Bollesan e Franceschini, l'Italia disputa la prima edizione della Coppa FIRA in versione biennale, ospita il Queensland e una selezione inglese, riscattando le pesante sconfitte del 1980 e del 1985.

## Campionati Nazionali
- Africa:

| Sudafrica |

- Oceania:

| Nuovo Galles del Sud | Shute Shield                      | Parramatta       |
| Queensland           | Premier Rugby                     | Souths           |
| Australia            | Campionato per Club               | Wests (Brisbane) |
| Nuova Zelanda        | ANational Provincial Championship | Wellington       |

- Americhe:

| Argentina   | Argentino              | Buenos Aires                                             |
| Argentina   | Camp. di Buenos Aires  | San Isidro Club e Banco Nacion San Isidro e Banco Nacion |
| Brasile     | Campionato             | Niterói (RJ)                                             |
| Canada      | Campionato Provinciale | British Columbia                                         |
| Stati Uniti | Campionato             | Old Blues Berkeley                                       |

- Europa:

| Irlanda          | Interprovinciale         | Ulster             |
| Galles           | Campionato               | Pontypool RFC      |
|                  | WRU Challenge Cup        | Cardiff RFC        |
| Inghilterra      | Coppa                    | Bath Rugby         |
|                  | Campionato delle Contee  | Warwickshire       |
| Francia          | Campionato               | Stade Toulousain   |
|                  | Challenge Yves du Manoir | Montferrand        |
| Italia           | Campionato               | Petrarca Padova    |
| Scozia           | Campionato dei distretti | Edimburgo          |
|                  | Campionato               | Hawick             |
| Unione Sovietica | Campionato               | VVA-Podmoskov'e    |
|                  | Coppa                    | VVA-Podmoskov'e    |
| Romania          | Campionato               | Farul Costanza     |
| Portogallo       | Coppa                    | CDUL               |
| Spagna           | Copa del Rey             | CD Arquitectura    |
|                  | Campionato               | Arcquiteura Madrid |